# Блохин, Николай Константинович
Николай Константинович Блохин (род. 1915, Поздняково, Владимирская губерния) — советский партийный и государственный деятель, председатель Астраханского облисполкома (1963—1969).

## Биография
Окончил Ленинградский институт инженеров водного транспорта и Высшую партийную школу при ЦК ВКП(б).
В 1935—1940 гг. работал учителем, в 1940—1941 гг. — главным механиком Астраханского судоремонтного завода. Участник Великой Отечественной войны.
- 1944—1945 гг. — начальник отдела пароходства «Волготанкер»,
- 1953—1959 гг. — заместитель первого секретаря Астраханского областного комитета КПСС,
- 1959—1961 гг. — первый заместитель председателя СНХ Астраханского экономического административного района,
- 1961—1963 гг. — первый секретарь Астраханского городского комитета КПСС,
- 1963—1969 гг. — председатель исполнительного комитета Астраханского областного Совета.

Затем — начальник Волжского нефтеналивного пароходства.
Избирался депутатом Верховного Совета РСФСР.